# Sergio Duilio Fanali
Duilio Fanali (Roma, 21 giugno 1911 – Scauri di Minturno, 27 agosto 1987) è stato un aviatore e generale italiano.

## Carriera militare
Entra come allievo nell'ottavo corso "Ibis" del 1930 all'Accademia Aeronautica a Caserta presso il palazzo reale ed è promosso sottotenente in ottobre del 1932. Ottiene il brevetto di pilota nel 1933 e quello di pilota militare nel 1934. Nel 1937 fa parte del Reparto Alta Velocità a Desenzano sul Garda.

### Guerra civile spagnola e seconda guerra mondiale
Nel 1937, con il grado di Tenente, Fanali parte volontario per combattere nella guerra civile spagnola con l'Aviazione Legionaria contro la Repubblica spagnola, a fianco dei franchisti e insieme a truppe portoghesi e tedesche. Il suo aereo viene colpito più volte, ma mai abbattuto.
Il 18 febbraio 1938, durante lo scontro decisivo della battaglia di Teruel, in Spagna, 12 velivoli Breda Ba.65 della 65ª Squadriglia sono impiegati nello spezzonamento-mitragliamento delle vie di comunicazione. 
Nell’attacco il velivolo n° 18, pilotato dal capitano Fanali, viene colpito da circa cento schegge di granata, ma la robusta struttura del velivolo d’assalto della Breda gli consentirà di rientrare alla base nonostante i danni.
La battaglia di Teruel, combattuta tra il dicembre del 1937 ed il febbraio del 1938, vedrà la vittoria delle forze nazionaliste con gravi perdite dei repubblicani e sarà determinante per le sorti del conflitto. L’Aviazione Legionaria, che svolge un ruolo fondamentale nella battaglia, nella giornata del 18 febbraio produce il massimo sforzo con circa 150 sortite di caccia CR.32, bombardieri S.79, S.81, BR.20 e velivoli d’assalto Ba.65.
Torna in Italia nel 1938 e nel 1940 è in Libia come comandante della 165ª Squadriglia del 12º Gruppo caccia del 50º Stormo d'Assalto. Nel 1942 dalla Sicilia come comandante del 155º Gruppo del 51º Stormo prende parte agli attacchi contro le basi alleate a Malta.

Dopo l'armistizio del 1943, Fanali partecipa dalla Sardegna alla guerra di liberazione con l'Aeronautica Cobelligerante Italiana.
All'inizio del 1945 viene nominato comandante operativo del 51º Stormo.

Lo Stemma della 65ª Squadriglia Assalto, Comandata dal Capitano Fanali nel 1938, Motto Mi fanno un baffo

Il Tenente colonnello Fanali concluderà la seconda guerra mondiale con 6 medaglie d'argento (delle quali tre sul campo), 2 di bronzo (di cui una sul campo), 2 Croci al merito di guerra, medaglie commemorative alla campagna di Spagna, a quella d'Albania e una medaglia di benemerenza per i volontari della Campagna di Spagna.
 
Ha avuto due avanzamenti per merito di guerra.
Gli abbattimenti del pilota Fanali sono 15, tra il 1940 e il 1942, tuttavia non possono essere verificati con esattezza. 
È stato ferito leggermente due volte, alla faccia e alla gamba.

### Secondo dopoguerra
Dopo la guerra, Fanali ha continuato la sua carriera nell'Aeronautica Militare. Dal 1948 al 1951 è all'Ambasciata Italiana a Londra come addetto aeronautico militare. È ispettore interinale delle scuole dell'aeronautica dal 1958 al 1961. Dal 1961 al 1963 è vicecomandante delle Forze Armate Aeree alleate del Sud Europa, e poi Comandante della 2ª Regione fino al 1966. Tra il 1965 e il 1966 è anche Comandante del NATO Defense College. Dal 1966 al 1968 il Generale di S.A. Fanali è presidente del Centro Alti Studi per la Difesa.
Nel 1968 diventa Capo di stato maggiore dell'Aeronautica, posizione che mantiene fino al 1º novembre del 1971. Va in pensione alla fine del 1971, e successivamente diviene direttore della Rivista Aeronautica, il periodico dello Stato Maggiore dell'Aeronautica Militare.

#### Scandalo Lockheed
Il 22 marzo 1976 il Generale (in ausiliaria) Duilio Fanali viene arrestato mentre ritorna a casa dalla redazione della Rivista Aeronautica. Aveva ricevuto un avviso giudiziario il 1º marzo 1976, dopo che era già stato sentito in febbraio e messo a confronto con Salieri, il segretario di Camillo Crociani, quando gli vengono sequestrati i conti bancari e ritirato il passaporto. Il 27 marzo 1976, cinque giorni dopo l'arresto, esce dal carcere in libertà provvisoria insieme ad Antonio Lefebvre e Vittorio Antonelli.
Ma il Generale Fanali non era estraneo a controversie pubbliche anche prima dello scandalo Lockheed. "L'imperativo categorico è arrestare la marea rossa" definisce le priorità politiche del Fanali, che nel 1972 prima accetta, poi rinuncia per prudenza, a presentarsi alle elezioni con l'MSI.

#### Golpe Borghese
Fanali, simpatizzante di Franco, Salazar e de Gaulle, aveva già messo in imbarazzo il Governo italiano. Nel 1974 il Ministro degli Esteri Aldo Moro deve rispondere all'interrogazione di un deputato comunista in Commissione Difesa, Aldo D'Alessio, sulle esternazioni anti-democratiche del generale Fanali. Poteva sembrare, secondo D'Alessio, che il generale Fanali parlasse per lo Stato maggiore della Difesa, per la Rivista Aeronautica, o addirittura per il Governo italiano. D'Alessio, citando il Fanali, chiede al Governo spiegazione delle frasi del Generale pronunciate in un convegno internazionale:
(Atti Parlamentari 3 ottobre 1974)
Aldo Moro risponde che il generale Fanali ha parlato "nella sua qualità di presidente onorario di un istituto di studi strategici e per la difesa di carattere privato, da lui stesso fondato". Moro conclude affermando che l'intervento del generale di squadra aerea Duilio Fanali ha "carattere del tutto personale" e non coinvolge "il nostro Governo o lo stato maggiore della difesa".
La settimana successiva all'interrogazione parlamentare di D'Alessio il generale Fanali riceve un avviso di garanzia per una sua presunta partecipazione al Golpe Borghese del dicembre 1970. Secondo articoli di giornali il Generale Fanali doveva diventare Ministro della Difesa nel governo dei golpisti.
Silverio Corvisieri, nella Seduta Comune del Parlamento del 3-11 marzo 1977, dopo una battuta dove suggeriva che i C-130 sarebbero serviti per un golpe, ritorna al legame tra Fanali, Lockheed e golpe:
()
Nella bozza della relazione finale della Commissione stragi presieduta dal Sen. Pellegrino, al capitolo Golpe Borghese, si parla ancora del ruolo di Fanali:
(Capitolo VI: La strategia della tensione-- Sezione I - Il cosiddetto Golpe Borghese)
Comunque il Gen. Fanali riceve solo un avviso di garanzia, e la sua posizione viene archiviata poco dopo su richiesta del pubblico ministero Claudio Vitalone.

#### Inchiesta Atlantique
Nel 1977 si apre una nuova inchiesta sull'acquisto di 18 aerei antisommergibile Atlantique dalla francese Breguet, avvenuto nel 1968 e sostenuto vigorosamente dal Generale Fanali. L'inchiesta del giudice Ilario Martella parte dalle affermazioni dei responsabili Lockheed alla Commissione Church e alla SEC che, avendo partecipato con i Lockheed P-3 Orion alla gara del Ministero della Difesa che si concluse con l'acquisto degli Atlantique francesi, affermavano che per vendere aerei al Ministero della Difesa si dovevano pagare tangenti. L'avviso di garanzia arriva al Fanali in maggio 1977. L'inchiesta Atlantique, a differenza da quella Lockheed sull'acquisto degli Hercules C-130, non coinvolgeva ministri, quindi Martella non viene sostituito dalla Commissione Inquirente per il trattamento dei reati dei ministri. Nel 1976 Martella era invece stato obbligato a trasferire l'inchiesta Lockheed e a trasmettere tutti i documenti raccolti al Parlamento. Sull'inchiesta Atlantique il senatore D'Angelosante propone il giro contrario, rispetto a quello del 1976, in pratica di consegnare i documenti emersi sull'acquisto degli Atlantique (risalente al 1968) in Parlamento durante l'inchiesta della Commissione Inquirente Lockheed alla magistratura ordinaria.
Anche qui si trova un assegno di 10 milioni, emesso da Europavia, società italiana che curava gli interessi di Breguet in Italia, naturalmente girato dalla moglie di Fanali. Il Generale Fanali, infatti, uomo di altri tempi, si fidava più della moglie che delle fiduciarie d'oltralpe.

#### Lockheed: processo, condanne e degradazione
Il 1º marzo 1979 il generale Fanali viene condannato a un anno e nove mesi dalla Corte Costituzionale, e a 200.000 lire di multa. Non va in carcere, perché la condanna è inferiore a due anni.
Duilio Fanali è il più combattivo tra gli imputati del processo Lockheed. Aveva già protestato vivacemente quando, prima della votazione per l'incriminazione in Parlamento dei nove imputati "laici" (non parlamentari) nel 1977, non gli era stato concesso di parlare. Fanali accusa la Commissione Inquirente di falso, e si difende dettagliatamente dalle accuse. Nel 1979 la Corte Costituzionale, prima di ritirarsi per emettere il verdetto, offre agli imputati di parlare alla Corte. Nessuno degli imputati vuole essere il primo a parlare. Il Generale Fanali si offre volontario per la posizione più pericolosa, e la Corte non deve decidere per sorteggio.
Sui nomi in codice usati dalla Lockheed per indicare i corrotti italiani da pagare, sia la Lockheed che la Commissione Inquirente - e definitivamente la sentenza della Corte Costituzionale - concordano che il nome in codice "Pun" corrisponde al Capo di Stato maggiore dell'Aeronautica, Duilio Fanali. La modalità della corruzione nel caso di Fanali - "Pun" avviene attraverso la mediazione di Camillo Crociani, presidente e amministratore della Finmeccanica. Rispetto agli altri corrotti dalla Lockheed, le modalità sono più primitive. Crociani paga Fanali per conto della Lockheed con assegni intestati a nomi fasulli (come Mario Bossi, Mauro Alberti, etc.), poi girati e incassati da Carmen Valcarcel Fanali, moglie del Capo di stato maggiore dell'aeronautica. Le prove sono fin troppo chiare: 15 assegni da 5 milioni l'uno di Crociani a nomi di fantasia che finiscono ai Fanali.
Gli indizi o prove di corruzione del Fanali vanno tuttavia al di là degli assegni di Crociani, e non sono solo gli assegni ad attirare l'attenzione della stampa, ma anche i più visibili investimenti del generale Fanali.

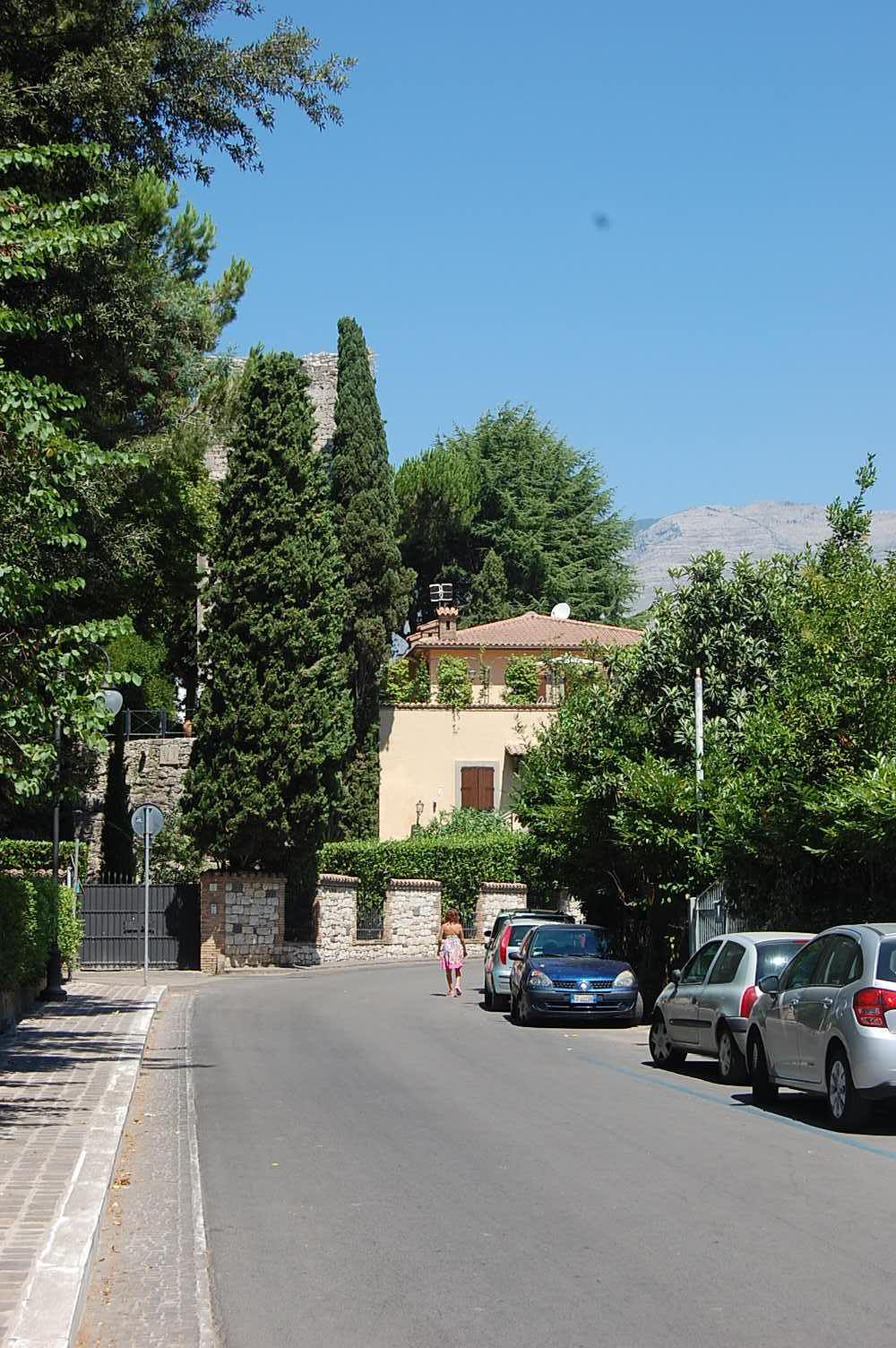
Villa Fanali - Scauri, 2011. Parzialmente coperta da alberi si intravede la Torre dei Molini del XVI secolo, nel parco della Villa

A Scauri di Minturno i Fanali comprano proprietà immobiliari. Questo pericoloso bisogno di investire in vistose proprietà immobiliari era una comune preoccupazione dei corruttori della Lockheed. Succede infatti anche in Germania Ovest: i corrotti più incontinenti del Ministero della Difesa tedesco trasformano le tangenti in "mattone," e allarmano la Lockheed. La Lockheed aborrisce l'imprudenza e impazienza di funzionari dello stato che mostrano un nuovo status sociale, incompatibile teoricamente con il servizio dello Stato, suscitando in tal modo un'attenzione indesiderata e nociva.
In Italia gli immobili dei Fanali, noti anti-comunisti militanti fin dai tempi della guerra civile spagnola, attirano naturalmente l'attenzione del quotidiano comunista l'Unità, che indaga non solo su Fanali e le trame nere, ma anche sulla provenienza dell'ostentata ricchezza dei Fanali, con particolare interesse per la villa o le ville Fanali:
(Accusati di concussione e arrestati. Duilio Fanali. Comandò l'Aeronautica dal 1968 al 1971)
Il giorno successivo all'arresto del generale, l'Unità insiste:
(L'antica torre del porticciolo nella villa Fanali a Scauri)

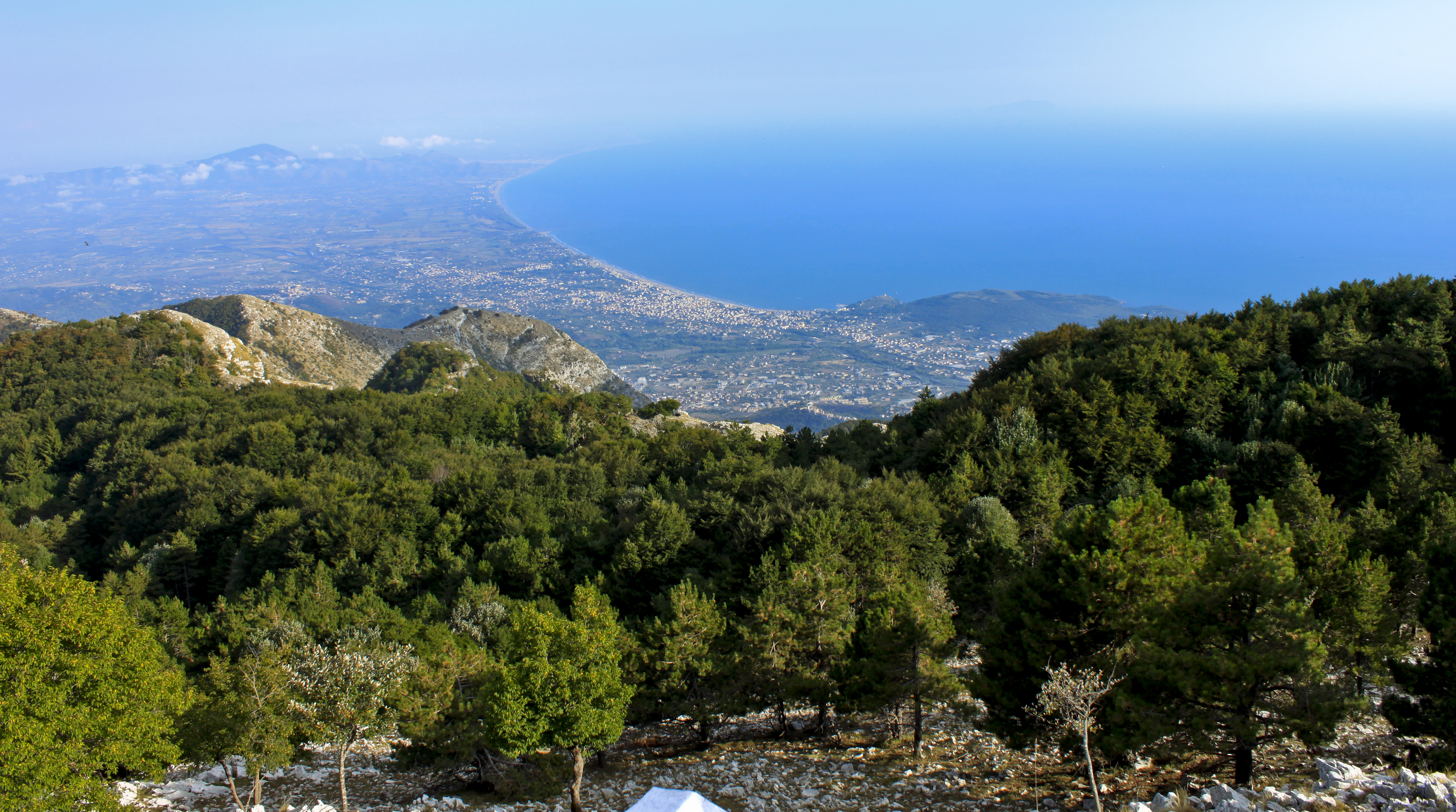
Panoramica sul parco naturale Monte d'Oro, Scauri da monte Petrella - Parco naturale dei Monti Aurunci

La villa romana dove si trovano i resti dell'antica Pirae è, ancora oggi a Scauri, conosciuta come villa Fanali.
Quanto alle testimonianze dei colleghi generali del Ministero della Difesa contro il Generale Fanali le certezze delle prove sono molto più discutibili. L'accordo fraudolento sulle compensazioni industriali firmato tra Lockheed e Ministero della Difesa è difficilmente opera dei soli Duilio Fanali e Mario Tanassi (ministro della difesa dal 1970 al 1972). Il principale testimone contro Fanali, il generale Bruno Zattoni, aveva ricevuto 4 732 000 lire bonificati da Vittorio Antonelli per conto del Crociani nel gennaio del 1970. La spiegazione del generale Zattoni, capo di Costarmaereo è la seguente:
("Crociani giocava per me in borsa")
Il Giudice istruttore Giulio Gionfrida non solo aveva trovato anche altri pagamenti al generale Zattoni, ma soprattutto Zattoni dopo il congedo era diventato il presidente della Ciset di Camillo Crociani. La spiegazione incredibile dello Zattoni in realtà è comprensibile con quello che afferma Maurice Egan della Lockheed:
(Maurice Egan, Vice Presidente della Lockheed per l'area Europa dal 1970)
Nel 1978 la Corte Costituzionale decide di non procedere in questa direzione, ma di proseguire nella rotta stabilita dal Parlamento, con un unico imputato militare all'interno del Ministero della Difesa, il generale Fanali.
In ottobre del 1979 il Presidente della repubblica, Sandro Pertini, degrada il Generale di Squadra Aerea in ausiliaria Fanali ad aviere; il provvedimento tuttavia non intacca la pensione del Fanali.
Nel 1980 Duilio Fanali fa ricorso all'ONU per avere subito un processo (quello, appunto, in Corte Costituzionale) senza avere la possibilità di richiedere appello in una corte superiore, come invece garantisce la Convenzione Internazionale sui Diritti Civili e Politici firmata anche dall'Italia, ed entrata in vigore il 23 marzo 1976. 
Sempre nel 1980 Fanali viene condannato a pagare 1 miliardo e 300 milioni di lire dalla prima sezione della Corte dei conti a risarcimento dei procurati danni erariali, in solido con Tanassi e Palmiotti. La condanna viene sospesa perché Fanali non era apparentemente in grado di pagare. Tuttavia nel 1984 le sezioni riunite della Corte dei Conti ribaltano la prima sentenza del 1980 e non ritengono dimostrato che Fanali abbia causato un danno allo stato.
Il 27 agosto 1987 Duilio Fanali, mentre è in vacanza nella sua villa a Scauri in barca in compagnia della moglie, cade in acqua e muore. La causa della morte viene indicata come arresto cardiocircolatorio.